# Iglesia greco-católica

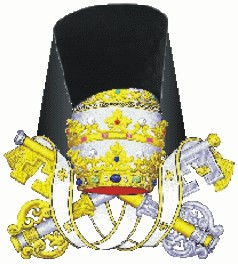
Símbolo de las Iglesias católicas orientales.

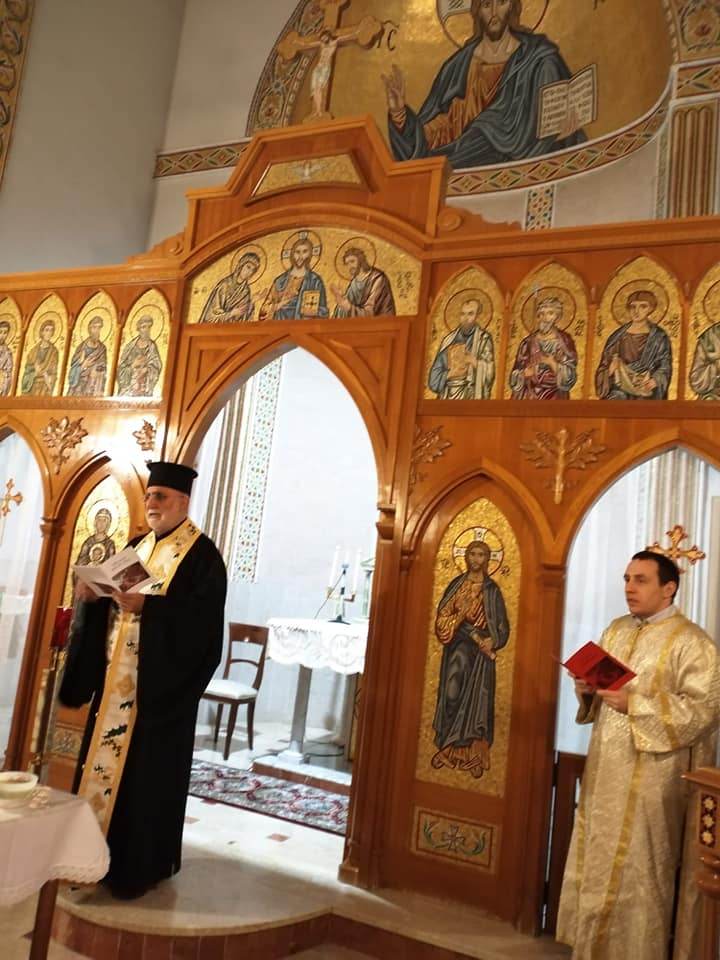
Sacerdote albanés de Italia (ítalo-albanés), Eparquía de Piana deli Albanese, Iglesia ítalo-bizantina.

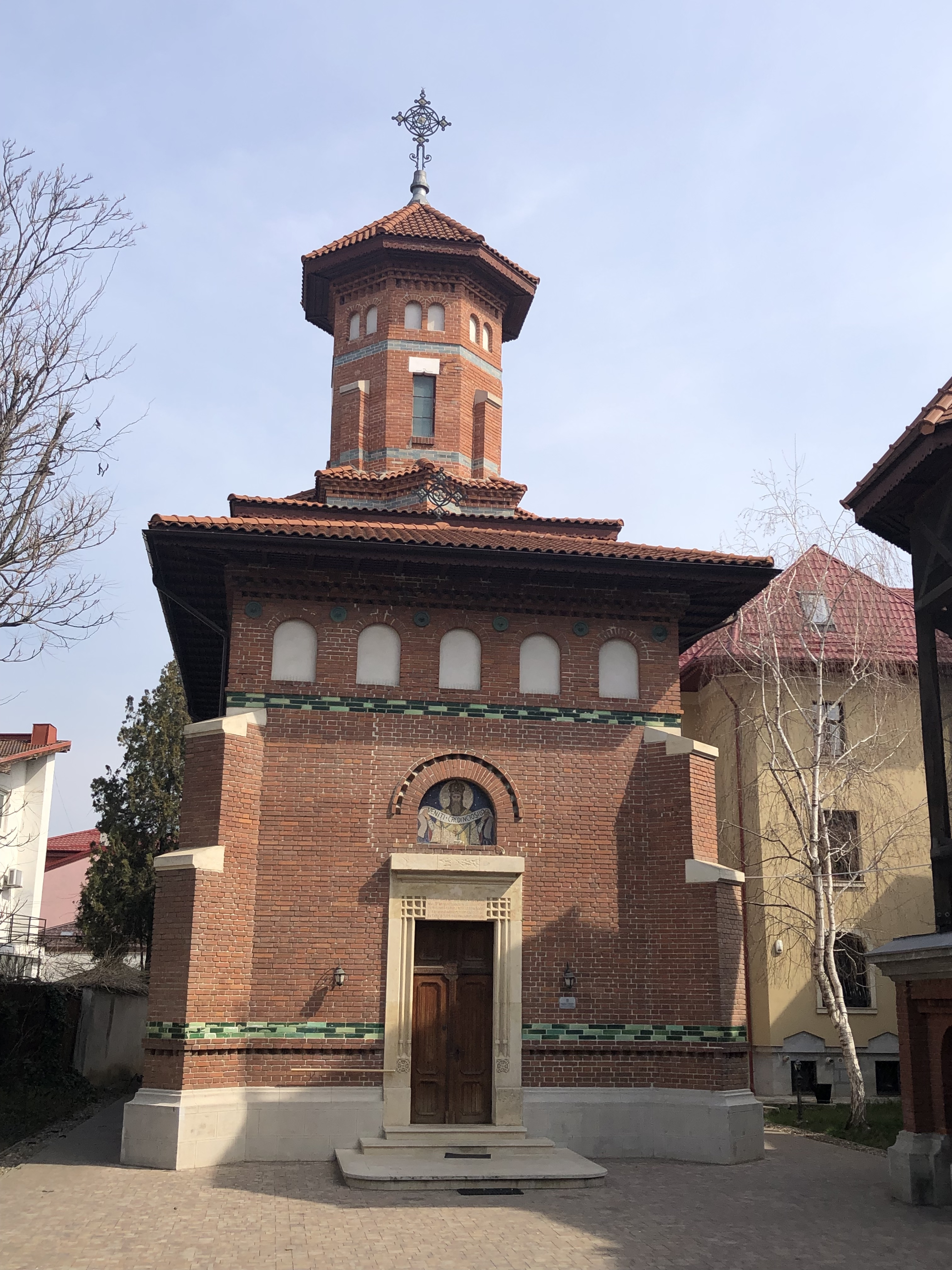
Catedral greco-católica de San Basilio el Grande en Strada Polonă, Bucarest, Rumanía.

Una Iglesia greco-católica, Iglesia grecocatólica o Iglesia católica griega, también Iglesia católica helénica, Iglesia católica ortodoxa griega o Iglesia católica de rito griego (griego: Ελληνόρρυθμη Καθολική Εκκλησία) se refiere a varias Iglesias católicas orientales en comunión con la Iglesia de Roma que siguen el rito bizantino o griego (en latín: Ritus Graecus), originarias de Constantinopla y Tracia, consideradas colectiva o individualmente.

## Historia
La comunidad de católicos romanos de esta iglesia suele denominarse "Uniata", de la palabra latina unitus, que significa "unido" y designa a la Iglesia ortodoxa que intentó unirse con la Iglesia occidental según las decisiones del Concilio de Ferrara-Florencia (1439). Los católicos ortodoxos griegos están en plena comunión con la Iglesia de Roma y el papa, pero mantienen las tradiciones litúrgicas y el calendario de la Iglesia ortodoxa. Reconocen todos los dogmas y la teología de la Iglesia católica romana, al tiempo que honran a todos los santos ortodoxos, excepto a los reconocidos por los ortodoxos después del Concilio de Ferrara-Florencia.
A principios del siglo XIX, un grupo minoritario de griegos que vivían en las actuales Grecia y Turquía decidieron reconocer la autoridad de Roma, pero al estar bajo el dominio del Imperio otomano no pudieron organizarse como Iglesia separada porque las autoridades exigían que todos los cristianos estuvieran bajo la jurisdicción del Patriarcado Ecuménico de Constantinopla, sujeto al patriarca ecuménico que residía en Estambul. Ya en 1829, se permitió que los católicos pudiesen organizar una diócesis separada.
En 1911, el papa Pío X creó un exarcado apostólico en Atenas y nombró a su primer obispo. Con la caída del Imperio otomano, una mayoría de católicos griegos se trasladaron a Atenas como parte de un acuerdo entre Grecia y Turquía. En 1932, se creó otro exarcado con sede en Estambul.

## Iglesias greco-católicas
Las iglesias greco-católicas son muy numerosas al producirse el desmembramiento de las iglesias ortodoxas locales. Pueden referirse:

### Individualmente
Aquellas catorce Iglesias, de las veintitrés Iglesias católicas orientales, que utilizan el rito bizantino, también conocido como rito griego:
- Iglesia greco-católica albanesa
- Iglesia greco-católica bielorrusa
- Iglesia greco-católica búlgara
- Iglesia greco-católica de Croacia y Serbia
- Iglesia católica bizantina griega, en Grecia y Turquía
- Iglesia greco-católica húngara
- Iglesia católica ítalo-albanesa
- Iglesia greco-católica macedonia
- Iglesia greco-católica melquita
- Iglesia greco-católica rumana
- Iglesia greco-católica rusa
- Iglesia greco-católica rutena
- Iglesia greco-católica eslovaca
- Iglesia greco-católica ucraniana

### Otros grupos de católicos orientales que siguen el rito bizantino
- Católicos de rito bizantino georgiano
- Ordinariatos para los fieles de rito oriental sin ordinario apropiado, en 6 países

### Iglesia católica en Grecia
- Iglesia católica en Grecia, la jerarquía católica romana de rito latino en Grecia